# 北海道羽幌高等学校
北海道羽幌高等学校（ほっかいどうはぼろこうとうがっこう、Hokkaido Haboro High School）は、北海道苫前郡羽幌町にある公立（道立）の高等学校。

## 沿革
- 1948年 - 北海道立留萌高等学校（現在の留萌高）の羽幌分校（定時制）として開校
- 1950年 - 町立羽幌高等学校（全日制2クラス、定時制2クラス）として独立
- 1951年 - 道立移管、北海道羽幌高等学校（全日制4クラス、定時制2クラス）と改称、苫前分校、太陽分校を設置
- 1952年 - 太陽分校が羽幌太陽高校として独立
- 1953年 - 苫前分校が北海道苫前高等学校（現在の苫前商業高）として独立
- 1955年 - 全日制6クラス、定時制2クラスとなる。
- 1963年 - 留萌管内唯一の機械科設置、全日制普通科6クラス、機械科2クラス、定時制普通科1クラス、鉱山科1クラスの10クラス体制となる。
- 1970年 - 定時制鉱山科募集停止
- 1981年 - 機械科募集停止
- 1982年 - 定時制普通科募集停止

## クラブ活動

### 体育系
活動中
- 野球部　秋季北海道大会ベスト4（1955年度）
- ラグビー部　北北海道大会準優勝（2013年度）
- 女子バレー部　北北海道大会出場
- 男女バスケットボール部
- ソフトテニス部
- 陸上部　男女とも個人全国大会出場
- 卓球部

廃部
- スキー部（ジャンプ）廃部、全国優勝有り
- スキー部（アルペン）全国個人優勝有り
- スキー部（ノルディック）全国入賞有り
- 剣道部　男子全国ベスト8、女子全国ベスト16
- 柔道部　全国大会個人出場
- サッカー部　全国大会出場
- 弓道部　男子全国ベスト8、全道出場　女子全国ベスト16

### 文化系
活動中
- 美術部
- 写真部

### 生徒会系
活動中
- 生徒会執行部
- 吹奏楽局　第55回北海道吹奏楽コンクール高等学校B編成の部　金賞

　　　　　　第56回北海道吹奏楽コンクール高等学校B編成の部　銅賞
- 図書局
- ボランティア局

活動休止中
- 新聞局
- 放送局

## 著名な出身者
- 簑谷雅彦 シンガーソングライター
- 丹羽政彦 元明治大学ラグビー部監督
- 沢田久喜 スキージャンプ元日本チャンピオン
- 椎名軽穂 漫画家
- 上田久司 岩見沢市議会議員(7期目)